# Lothar Schleusener

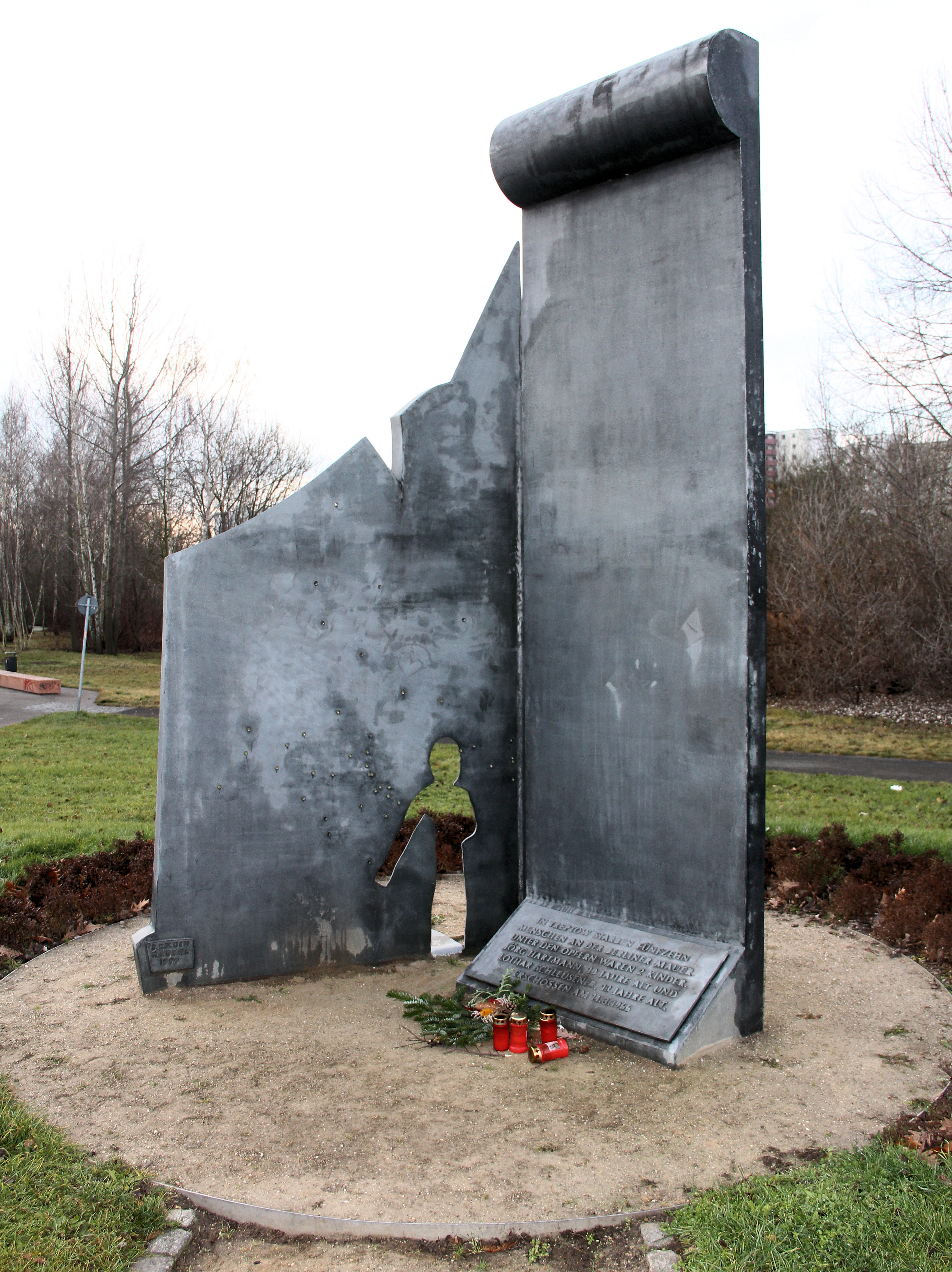
Pomnik przy Kiefholzstraße w Berlinie, upamiętniający m.in. Lothara Schleusenera

Lothar Schleusener (ur. 14 stycznia 1953 w Berlinie, zm. 14 marca 1966 tamże) – nieletnia ofiara śmiertelna Muru Berlińskiego zastrzelona przez żołnierzy wojsk granicznych NRD.

## Życiorys i okoliczności śmierci
Urodzony w Berlinie Wschodnim Lothar Schleusener dorastał wraz ze starszą siostrą w rodzinie szwaczki i elektryka. Przed budową muru matka pracowała okazjonalnie w zachodniej części miasta, w tejże mieszkali również inni krewni, którzy z uwagi na trudną sytuację materialną rodziny udzielali jej w pierwszych latach po zamknięciu granicy pomocy materialnej, posyłając pakiety żywnościowe. W 1965 r. rodzice chłopca rozwiedli się, żyjąc jednak w dalszym ciągu we wspólnym mieszkaniu.
Krótko przed 14 marca 1966 r. Schleusener przyznał się w rozmowie z siostrą do zamiaru wyjazdu z przyjacielem do Berlina Zachodniego w celu przywiezienia prezentu, co nie zostało jednak uznane przez tę za wiarygodne. Rzeczonego dnia chłopiec zniknął bez śladu. Po wielodniowej nieobecności zaginionego matka otrzymała od władz wiadomość o śmiertelnym wypadku tegoż wskutek porażenia prądem. Jako że miejscem nieszczęścia miało być leżące koło Lipska Espenhain, matka chłopca uznała ową informację za niewiarygodną, obawiając się jednak problemów ze strony władz odstąpiła od prośby o wyjaśnienie. Losu zaginionego domyśliła się jednak siostra tegoż dzięki nieoficjalnemu, pochodzącemu z zachodnich mediów meldunkowi o postrzeleniu w obszarze granicznym dwójki dzieci. Z obawy przed konsekwencjami matka przestrzegła córkę przed jakimikolwiek rozmowami na ten temat oraz zadawaniem pytań. Lothar Schleusener istotnie w dniu zaginięcia udał się w towarzystwie 10-letniego Jörga Hartmanna w rejon umocnień granicznych w okręgu Treptow, gdzie około godziny 19.15 niedaleko kolonii ogródków działkowych „Sorgenfrei” obaj odkryci zostali przez żołnierzy wojsk granicznych. Wartownicy dostrzegając w mroku sylwetki dwóch postaci pokonujących pierwsze z zabezpieczeń oddali najpierw strzały ostrzegawcze, po czym otworzyli ogień. Trafiony Hartmann zginął na miejscu, ranny Lothar Schleusener przewieziony został z kolei do szpitala Krankenhaus der Volkspolizei, gdzie zmarł jeszcze tego samego dnia. Pogrzeb ofiary odbył się na cmentarzu w okręgu Friedrichshain przy udziale członków najbliższej rodziny.

## Następstwa
Z uwagi na kontrowersyjny charakter sprawy ze względu na wiek ofiar na strzelających żołnierzach wymuszono zachowanie tajemnicy. Sfałszowane świadectwo zgonu ofiary posłużyło m.in. jako jeden z dowodów podczas wszczętego w listopadzie 1997 r. dochodzenia przeciwko strzelającym. Dowodzącemu posterunkiem Siegfiedowi B. wymierzono pod zarzutem nieumyślnego spowodowania śmierci karę 20 miesięcy pozbawienia wolności w zawieszeniu. Drugi z żołnierzy Paul P. zmarł podczas procesu, nie podjęto również dochodzenia przeciwko przełożonemu tychże.

## Upamiętnienie
Na wniosek zgromadzenia okręgowego w Treptow wzniesiono w 1999 r. pomnik upamiętniający 15 śmiertelnych ofiar Muru Berlińskiego w tym rejonie. Stojący na wysokości ulicy Kiefholzstraße 333 obelisk zawiera także nazwiska Schleusenera oraz towarzyszącego mu w dniu śmierci Jörga Hartmanna.